# Stora Telmträsket
Stora Telmträsket är en sjö i Överkalix kommun i Norrbotten och ingår i Kalixälvens huvudavrinningsområde. Sjön är 4,2 meter djup, har en yta på 0,147 kvadratkilometer och befinner sig 165,3 meter över havet.

## Delavrinningsområde
Stora Telmträsket ingår i det delavrinningsområde (740766-179177) som SMHI kallar för Ovan VDRID = Mäjärvbäcken i Ängesåns vattendragsy*. Medelhöjden är 177 meter över havet och ytan är 78,21 kvadratkilometer. Räknas de 268 avrinningsområdena uppströms in blir den ackumulerade arean 3 905,76 kvadratkilometer. Ängesån (Liinajoki) som avvattnar avrinningsområdet har biflödesordning 2, vilket innebär att vattnet flödar genom totalt 2 vattendrag innan det når havet efter 113 kilometer. Avrinningsområdet består mestadels av skog (81 procent). Avrinningsområdet har 2,2 kvadratkilometer vattenytor vilket ger det en sjöprocent på 2,8 procent.